# Haifa Chemicals
Haifa Chemicals Ltd. (hebräisch חֵיפָה כִימִיקָלִים בָּעָ״מ Chejfah Chīmīqalīm BaʿA"M) ist ein Produzent chemischer Produkte, überwiegend Düngemittel, in Haifa. Das Unternehmen gehört zur multinationalen Haifa Group (קְבוּצַת חֵיפָה Qvūzat Chejfah).

## Geschichte
Die Haifa Group und damit auch Haifa Chemicals Ltd. wurde 1966 vom israelischen Kabinett (Memschelet Jisrael) unter Levi Eschkol als Staatsbetrieb gegründet. Ziel war die Erschließung der Wüste Negev mit ihren Kali- und Phosphatvorkommen. 1989 wurde das Unternehmen an eine Holding der Trump Group verkauft, die nicht in Verbindung mit US-Präsident Donald Trump steht.

## Struktur, Produktion und Vertrieb
Haifa Chemicals gehört zur Haifa Group. Diese wiederum ist seit 1989 im Besitz der Trance Resource Inc. (TRI), einer US-Holding unter Kontrolle der Trump Group. Mit Stand 2010 hatte das Unternehmen rund 700 Mitarbeiter und machte mit ihnen Jahresumsatz von 700 Millionen USD.
Die Produktionsstätten befinden sich in der Bucht von Haifa, Nord Negev und in Lunel in Frankreich.
Der Großteil der Produktion von Haifa Chemical ist für den Export bestimmt. Nur etwa 10 bis 15 Prozent der hergestellten Produkte werden in Israel verbraucht. Insgesamt hat die Haifa Group zwölf Subunternehmen weltweit. In Europa hat eine Niederlassung im belgischen Mechelen. „Haifa North West Europe“ (Haifa-NWE) besorgt den Vertrieb der Produkte in den Benelux-Staaten.

## Produkte
Haifa Chemicals stellt überwiegend Stoffe für die Landwirtschaft und industrielle Anwendungen her. Des Weiteren werden Controlled Release Fertilizers (CRF), also Nährstoff-Granulate für die Landwirtschaft, den Gartenbau (Horticulture), für den Zierpflanzenbau (Ornamentals) und Rasenflächen produziert.

## Ammoniak-Tank
Da Pflanzen wachstumsfördernden Stickstoff nur in Form von Ammonium- und Nitrationen über die Wurzeln aus der Bodenlösung aufnehmen können, wird zur Herstellung von Kunstdüngern in großem Maßstab Ammoniak verwendet. Im Hafen von Haifa betreibt Haifa Chemicals einen freistehenden Tank für 8000 Tonnen Ammoniak (NH3). Der Tank wird monatlich auf dem Seeweg beliefert. Zunächst in Haifa, später in ganz Israel kam es zu einer großen öffentlichen Kontroverse über die Gefährlichkeit dieses Tanks. Der in Haifa ansässige Chemie-Nobelpreisträger Dan Schechtman wies darauf hin, dass bei einer Explosion des Tankes mehrere tausend Menschen in Israels größter Stadt in Lebensgefahr seien. Durch den in Haifa häufig vorherrschenden Nebel würde das Ammoniak sich mit den Wassertröpfchen verbinden und besonders fatal wirken.
Der Hafen Haifa liegt nur wenige Kilometer von der Grenze zum Libanon entfernt. Die Hisbollah erklärte den Tank offen zum Anschlagsziel.
Auch der Bürgermeister von Haifa Yona Yahav setzt sich für die Außerbetriebnahme des Tanks ein. Ein Gericht in Haifa entschied im Februar 2017, dass der Tank sofort zu leeren sei.